# Манастир Светог Јована Крститеља у Јашуњи
Манастир Светог Јована Крститеља се налази код места Jaшуњa, град Лесковац. Основан је 1517. године  на месту храма из времена Немањића, а од 1986. године представља непокретно културно добро као споменик културе од великог значаја.
На обронцима Бабичке горе, тринаест километара североисточно од Лесковца, од села Бабичко, Голема Њива до Јашуње налазе се три стара манастира, Бабичко, Ваведења Пресвете Богородице и Светог Јована Крститеља.

## Историја и архитектура
Цркву посвећену Светом Јовану Крстирељу женског манастира је подигао са браћом Андроник Кантакузен, на месту старијег манастира. Подигнута као једнобродна, полуобличасто засведена богомоља састоји се од трема, припрате као посебне просторне јединице, наоса који је паровима пиластера организован у травеје и олтарског простора завршеног споља полукружном апсидом. Фасаде су озидане комбинацијом ломљеног камена и опеке по узору на средњовековна декоративна искуства. Значајнија обнова изведена је 1693. године надзиђивањем и променом кровне конструкције.
У последњој обнови, држећи се старог програмског распореда, зограф Јаков из Велеса са сином Ђорђем поново је живописао цркву 1902. године.
Археолошки, архитектонски и сликарски конзерваторски радови изведени су 1986–1987. године.

## Живопис
Сачувани живопис потиче из различитих периода. Најстарији слој, у наосу, настао је 1524. године заслугом некога Петра из Софије. У средњим зонама зидова припрате виде се остаци живописа за који се претпоставља да је осликан после фресака наоса а пре фасадних слика из 1583. године. Богат тематски репертоар обухвата циклусе Великих празника, Христових страдања, Богородичиног акатиста и опширан житијни циклус патрона.

## Обележавање пола миленијума манастира
Пола миленијума манастира обележено је мултимедијалним спектаклом „Векови духовности” у 4D пројекцији испред Лесковачког културног центра
и изложбом „Јашуњски манастир Светог Јована Претече у Градској галерији Народног музеја у Лесковцу